# Indigo Girls

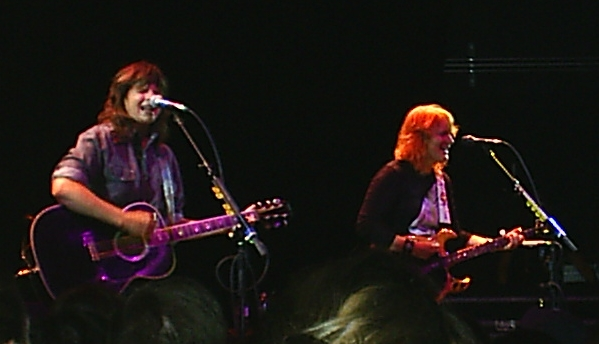
Indigo Girls tijdens een concert

Indigo Girls is een Amerikaans folkrockduo, bestaande uit Amy Ray en Emily Saliers.

## Biografie
Het duo werd opgericht in 1985; het debuutalbum Strange Fire kwam in 1987 uit. In 1988 kwam de groep onder contract bij Epic Records. De Indigo Girls wonnen in 1990 een Grammy Award met hun album Indigo Girls, waarop ook Michael Stipe van R.E.M. meewerkte.
Het duo is betrokken bij allerlei actiegroepen, onder andere op het gebied van milieu, kernwapens en rechten van homoseksuelen.
De Indigo Girls zijn ook te horen op het album 'I'm Not Dead' van P!nk, in het nummer "Dear Mr. President".
In 2003 werd het duo opgenomen in de Georgia Music Hall of Fame.

## Discografie

### Albums
| Album met eventuele hitnotering(en) in de Nederlandse Album Top 100 | Datum van verschijnen | Datum van binnenkomst | Hoogste positie | Aantal weken | Opmerkingen   |
| ------------------------------------------------------------------- | --------------------- | --------------------- | --------------- | ------------ | ------------- |
| Strange Fire                                                        | 1987                  |                       | onb.            |              |               |
| Indigo Girls                                                        | 1989                  |                       | onb.            |              |               |
| Strange Fire                                                        | 1989                  |                       | onb.            |              | heruitgave    |
| Nomads*Indians*Saints                                               | 1990                  |                       | onb.            |              |               |
| Back on the Bus, Y'all                                              | 1991                  |                       | onb.            |              | live          |
| Rites of Passage                                                    | 1992                  |                       | onb.            |              |               |
| Swamp Ophelia                                                       | 1994                  |                       | onb.            |              |               |
| 4.5                                                                 | 1995                  |                       | -               |              | Alleen in GB  |
| 1200 Curfews                                                        | 1995                  |                       | onb.            |              | Live          |
| Shaming of the Sun                                                  | 1997                  |                       | onb.            |              |               |
| Come On Now Social                                                  | 1999                  |                       | onb.            |              |               |
| Retrospective                                                       | 2000                  |                       | onb.            |              | Verzamelalbum |
| Become You                                                          | 2002                  |                       | onb.            |              |               |
| All That We Let In                                                  | 2004                  |                       | onb.            |              |               |
| Rarities                                                            | 2005                  |                       | onb.            |              |               |
| Despite Our Differences                                             | 2006                  |                       | onb.            |              |               |

### Singles
| Single met eventuele hitnotering(en) in de Nederlandse Top 40 | Datum van verschijnen | Datum van binnenkomst | Hoogste positie | Aantal weken | Opmerkingen |
| ------------------------------------------------------------- | --------------------- | --------------------- | --------------- | ------------ | ----------- |
| Closer to Fine                                                | 1989                  |                       | onb.            |              |             |
| Hammer and Nail                                               | 1990                  |                       | onb.            |              |             |
| Dear Mr. President                                            | 2007                  | 12-5-2007             | 37              | 2            | met Pink    |